# 상하이 디즈니 리조트

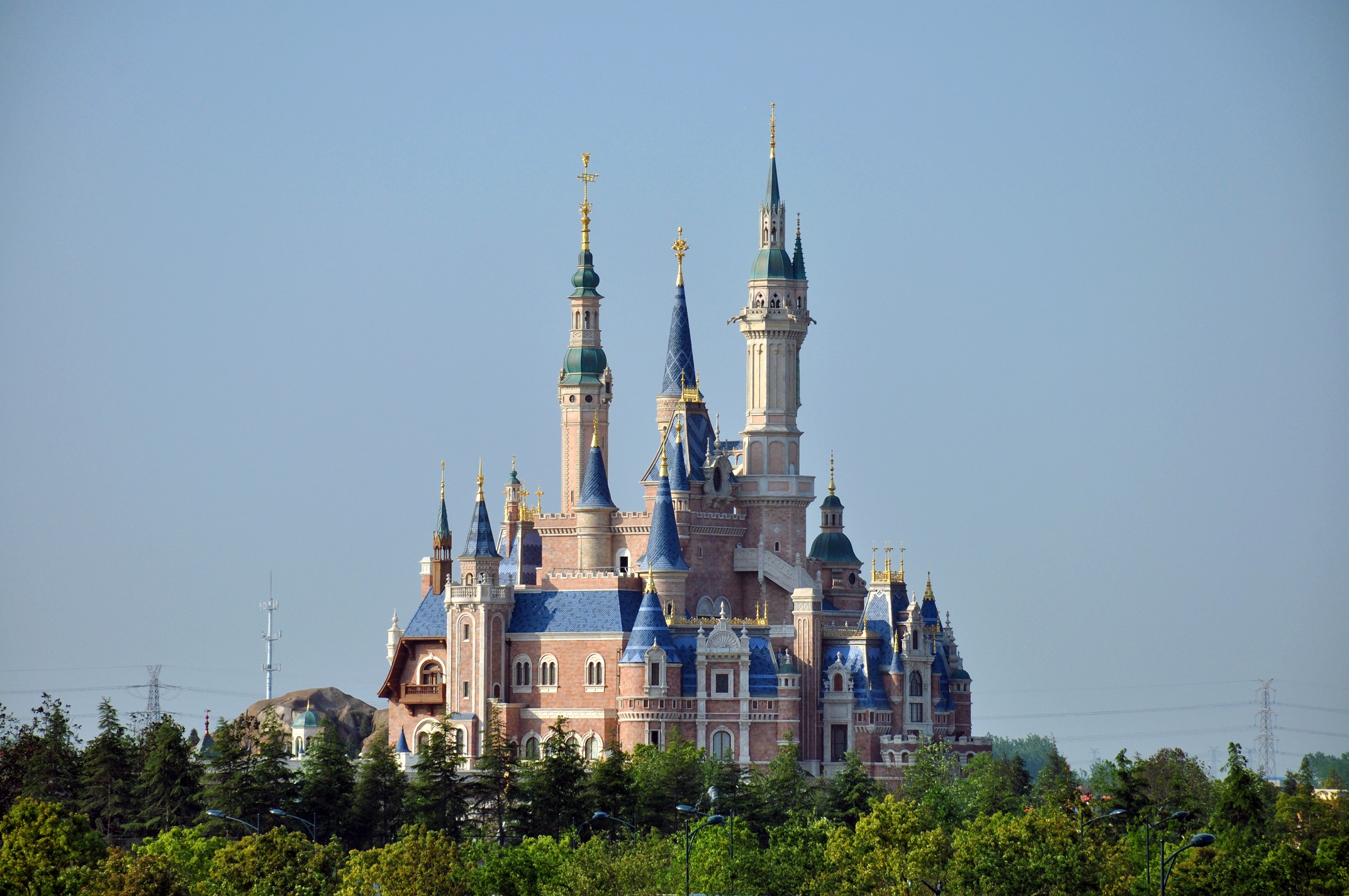
인챈티드 스토리북 캐슬

상하이 디즈니 리조트(영어: Shanghai Disney Resort, 중국어 간체자: 上海迪士尼度假区)는 2016년 6월 16일에 개업한 디즈니 파크이다.

## 교통
- 디즈니 역 - 상하이 지하철 11호선

## 같이 보기
- 홍콩 디즈니랜드 리조트